# Herb powiatu tureckiego
Herb powiatu tureckiego – jeden z symboli powiatu tureckiego, ustanowiony 15 marca 2000.

## Wygląd i symbolika
Herb przedstawia na tarczy dzielonej w odwróconą literę „T” w polu pierwszym czerwonym orła srebrnego ze złotym dziobem, szponami i pierścieniem na ogonie, patrzącego w prawo (symbol województwa wielkopolskiego), w polu drugim błękitnym trzy srebrne lilie heraldycznym w układzie dwie obok siebie i trzecia poniżej, natomiast w polu trzecim srebrnym tura czerwonego z uniesionym ogonem, kroczącego w prawo (herb Turku).